# Jacques Potgieter
Pour les articles homonymes, voir Potgieter.

a Compétitions nationales et continentales officielles uniquement.

b Matchs officiels uniquement.
Dernière mise à jour le 26 décembre 2022.
Jacques Potgieter, né le 24 avril 1986 à Port Elizabeth (Afrique du Sud), est un joueur de rugby à XV international sud-africain, évoluant aux postes de troisième ligne ou de deuxième ligne.

## Carrière

### En club
Jacques Potgieter rejoint en 2004 l'académie de la Eastern Province, dans sa région natale, avec qui dispute la Craven Week,. L'année suivante, il rejoint les Natal Sharks, avec qui il termine sa formation.
Sa carrière professionnelle débute en 2008 avec les Natal Sharks lorsqu'il est appelé à disputer la Vodacom Cup. En 2009, il retourne dans sa province d'origine, la Eastern Province, pour jouer la Currie Cup First Division (deuxième division provinciale). 
En 2011, il est retenu dans l'effectif des Southern Kings qui remportent la Coupe des nations 2011,.
Plus tard en 2011, il change de province pour rejoindre les Blue Bulls de Pretoria. Il produit alors de bonnes performances, ce qui lui permet d'être retenu dans l'effectif de la franchise des Bulls pour disputer le Super Rugby,. Il joue son premier match en Super Rugby le 24 février 2012 contre les Sharks. Il joue beaucoup lors de sa première saison, mais voit ensuite son temps de jeu diminuer en 2013. Il décide alors de rompre son contrat avec les Bulls.
Afin de relancer sa carrière, il quitte l'Afrique du Sud pour l'Australie en 2014, et rejoint la franchise des Waratahs pour un contrat de deux saisons,. Avec cette nouvelle équipe, il s'impose comme un joueur essentiel de l'effectif  grâce à sa puissance physique, et sa défense,. Il est titulaire en deuxième ligne lors de la finale 2014, remportée face aux Crusaders,.
Parallèlement à sa carrière en Super Rugby, il rejoint le club japonais des Munakata Sanix Blues en Top League en 2014.
En 2016, à la fin de son contrat avec les Waratahs, il décide de rentrer en Afrique du Sud pour se rapprocher de sa famille, et rejoint la franchise des Sharks. Il ne dispute cependant pas le moindre match, et quitte l'équipe dès mai 2016 pour rejoindre son ancienne équipe des Bulls. Il ne joue qu'une saison avec les Bulls, car après une saison 2017 où il ne joue que cinq matchs, il décide de prendre un congé sabbatique de quelques mois.
En 2018, après la fin de son contrat au Japon, il rejoint le RC Toulon en Top 14 pour un contrat de deux saisons,. Il joue dix rencontres avec son nouveau club, avant de se blesser au mois d'octobre 2018. N'ayant disputé aucune rencontre en 2019, et indésiré par le club varois, il quitte Toulon en juin 2019.
Après deux ans sans jouer, il retrouve un contrat professionnel en 2021 lorsqu'il rejoint la province des Free State Cheetahs, avec il dispute la Currie Cup,. Il joue cinq matchs lors de la saison.
Dans la foulée de son retour à la compétition, il s'engage avec l'équipe israelienne des Tel Aviv Heat, avec qui il joue un match lors de la saison 2021-2022 de Super Cup,.

### En équipe nationale
Jacques Potgieter est sélectionné pour la première fois avec les Springboks en juin 2012 par le sélectionneur Heyneke Meyer. Il obtient sa première cape internationale le 23 juin 2012 à l’occasion d’un match contre l'équipe d'Angleterre à Port Elizabeth. Il joue ensuite deux rencontres lors du Rugby Championship 2012, mais ne sera pas rappelé en sélection par la suite.

## Palmarès

### En club
- Vainqueur du Super Rugby en 2014 avec les Waratahs.

## Statistiques
Au 12 décembre 2020, Jacques Potgieter compte 3 capes en équipe d'Afrique du Sud, dont deux en tant que titulaire, depuis le 23 juin 2012 contre l'équipe d'Angleterre à Port Elizabeth. 
Il participe à une édition du Rugby Championship, en 2012. Il dispute deux rencontres dans cette compétition.